# Tabula rasa
Tabula rasa, (hrvatski, "prazna (glatka) ploča"), je filozofska teorija koja tvrdi da je čovjek rođen bez unaprijed predviđenih osobina i da se sve njegove osobine nakupljaju tijekom njegovog života. Prema tabuli rasi je dijete rođeno kao prazan list, koji se piše tijekom dječjeg odrastanja.
Ideju o tabuli rasi postavio je britanski filozof John Locke. U svojoj prvoj knjizi, Essay concerning Human Understanding (hr. Ogled o ljudskom razumu (1689.)), opisao je kako prvo čula a zatim i empirizam oblikuju mogućnost djeteta da razmišlja. 
U romanu Émile francuski filozof Rousseau opisuje nešto slično tabuli rasi, iako Rousseau smatra da odrasla osoba, može oformiti dijete u to što želi, jer je dijete ovisno o odraslim osobama.

## Vanjske poveznice
- Djela Tabula rasa na Projekt Gutenbergu
- Djela Tabula rasa na Projekt Gutenbergu